# Hatvani István (orvos)
Hatvani István (Rimaszombat, 1718. november 21. – Debrecen, 1786. november 16.) magyar orvosdoktor, matematikus, bűvész, a debreceni Kollégium tanára. Ifjabb Hatvani István fordító, nagyváradi iskolaigazgató apja.
Hatvani 1738-ban került a Debreceni Református Kollégiumba. Tanulmányait Bázelben folytatta, ahol lelkésszé szentelték. 1748-ban Marburgban orvosi oklevelet szerzett, s ugyanott fizika- és kémiatanulmányokat is végzett. 1749-ben a leideni egyetemre hívták egyetemi tanárnak. Nem vállalta a katedrát, visszatért Debrecenbe. A mértan és bölcsészettan tanára lett. Ő tanított először vegytant, és hozatott a kollégiumba külföldről fizikai kísérleti eszközöket. Szociális gondolkodású és Debrecenért is sokat dolgozó ember volt.

## Életpályája
Hatvani Gergely könyvkötő (Kis-Hont vármegye komisszáriusa és ülnöke) és Mester Judit nemes szülők fia. A szülői ház beleoltotta a könyv, és a tudomány szeretetét. A Gömör vármegyei Rimaszombatban élt és tanult 15 éves koráig, ahol megismerte a kor elmaradt oktatási módszereit, ez egyúttal kifejlesztette benne a jó pedagógusok iránti megbecsülését is. Amikor hírét vette, hogy Losoncon színvonalasabb az oktatás, átiratkozott az ottani iskolába, ahol Kármán András keze alatt folytatta a tanulmányait, másfél évig. Tudásvágyától űzve 1736. február 24-étől Kecskeméten folytatta a tanulást. 
A kecskeméti évek után már neki kellett előteremtenie a szükséges költségeket, ezért tanulmányait csak megszakításokkal tudta végezni. 1737-ben Komáromban tanító volt szintén egy évig. 1738. április 24-én a debreceni főiskolára jelentkezett, ahol helyhiány miatt elutasították, ezért visszament Losoncra, és ott tanult 1741. április 6-áig. A Nógrád megyei alispán, Gyürki István fiának, Pálnak nevelőjeként olyan megbecsülést szerzett, hogy jól fizetett vármegyei hivatalt is kaphatott volna, azonban 24 évesen inkább újra diákpadba ült, és a Debreceni Református Kollégium hallgatója lett. Ezután másfél évig lakott a debreceni kollégiumban mint a kisebb diákok főnöke. 1744-ben ugyanott a logicusok és oratória osztály tanítója lett három évre; közben 1745. áprilisig theologiae praesességet is viselt. 1745. október 16-án középiskoláit bevégezte, hazament Rimaszombatba és Losoncra, a rokonaihoz.
Ezután a debreceni városi tanács pártfogásával és segélyével, valamint Nógrád és Szabolcs vármegye támogatásával külföldi egyetemekre ment; 1746. május 13-ától Bázelben tanult, és ott 1748. április 6-án orvosdoktorrá, s még előbb (1747. május 12.) ugyanott a teológia doktorává avatták fel. Bázelben hallgatta a két világhírű matematikus Johann Bernoulli és fia Daniel Bernoulli matematikai, fizikai és orvosi előadásait. Bázel után a zürichi, az utrechti, végül a leideni egyetemet látogatta. Utóbbi helyen igen nagy hatást tett rá a nagy hírű Musschenbroek professzor. Mestereinek hatására Hatvani kiválóan képzett tudós lett, akit a heidelbergi és a leideni egyetemek is szívesen látták volna előadóik között. A felkérést azonban elhárította, és a debreceni kollégium által felajánlott katedrát foglalta el. Úgy érezte, itthon van a helye, így tehet legtöbbet az elmaradott ország tudományos felemelkedése érdekében. Egyik levelében erről így vallott: „... jobban szeretem gyászos helyzetben levő egyházunkat és a csekély jövedelmű tanári hivatalt hazánkban, mint Hollandia virágzó szabadságát és tanári fizetését.” Hazájába visszatérve, 1749. január 17-én foglalta el Debrecenben a mértan és bölcselet tanári székét. Beköszöntő beszéde címe: A mennyiségtan hasznáról a hittudományban. 37 évig volt a filozófia-tanszék professzora.
1749. július 30-án feleségül vette Csatári István debreceni szenátor lányát, Máriát.

## Oktatói tevékenysége

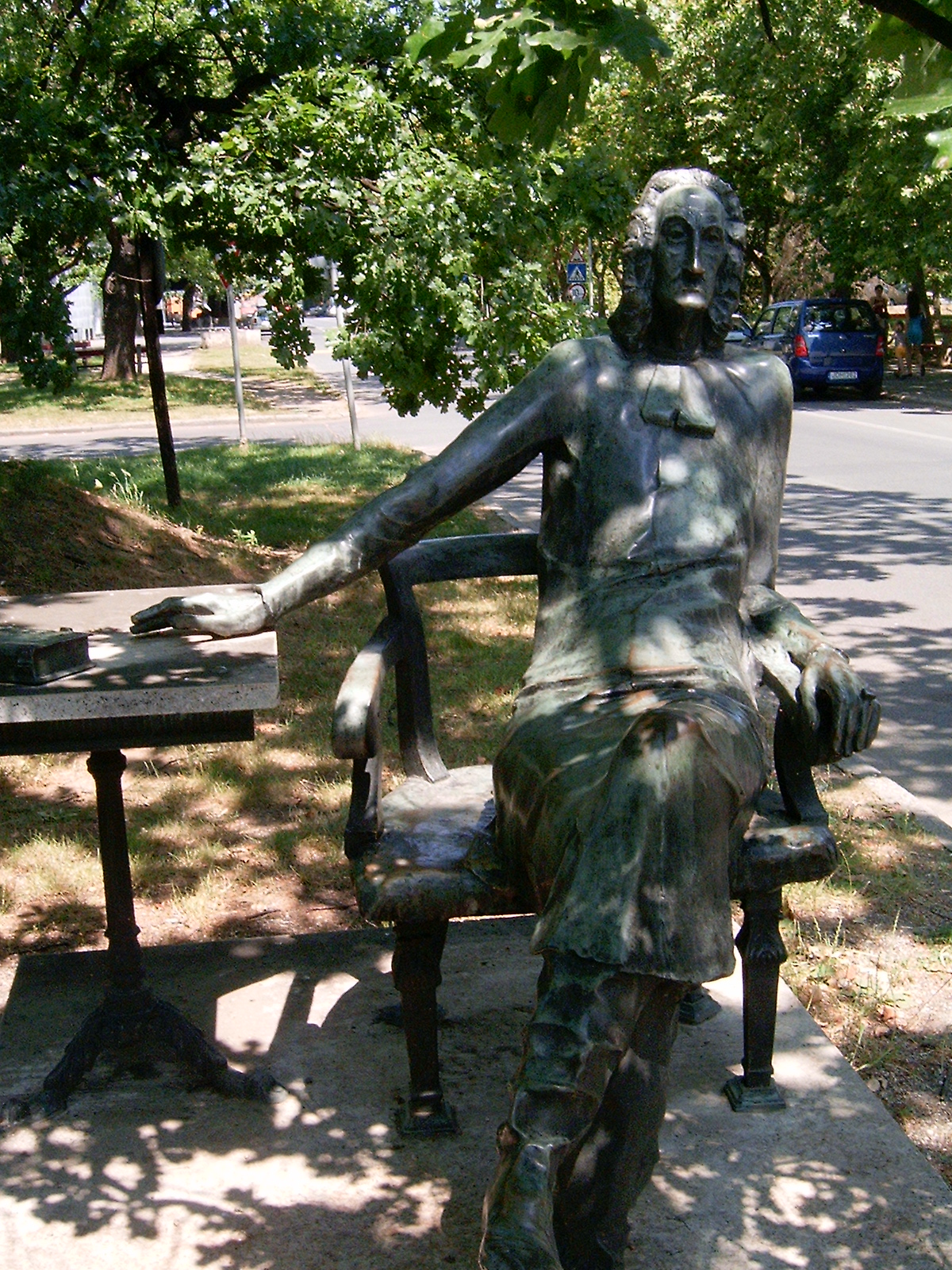
Hatvani István szobra a Debreceni Egyetemen, Varga Imre alkotása

Működése Mária Terézia uralkodásának idejére esik, amikor a protestáns kollégiumoknak sok nehézséget kellett leküzdeniük. A bécsi kormányzat megtiltotta a diákok külföldi tanulmányait, megvonták az anyagi támogatást, sőt a városoknak is megtiltották azt, de még az ősi szokás szerinti adománygyűjtés is tilos lett. A Debreceni Kollégium a mostoha körülmények ellenére szívósan munkálkodott a tudomány érdekében. Több kiemelkedő professzora mellett is nagyon jelentős volt Hatvani István majd négy évtizedes tevékenysége, mellyel hozzájárult a filozófiai, matematikai, fizikai, kémiai, teológiai oktatás színvonalának emeléséhez és mint orvos is ismertté tette nevét.
A fizikát még a 18. században sem tanították Magyarországon önálló tudományként, csak mint a filozófia egy részét. Így tanított Hatvani is. 1757-ben kelt önéletleírásából tudható, hogy előadott filozófiatörténetet, kozmológiát, általános- és kísérleti fizikát, erkölcstant és teológiát. A kísérleti fizikán belül oktatott kémiát, növénytant, állattant, orvosi élettant, földrajzot, a teljes mechanikát és a csillagászat elemeit.
Fennmaradt nyomtatott művei között egy-egy kémiai, és filozófiai értekezés is található. Utóbbiban (címe magyar fordításban: „A szilárdabb filozófia alapelvei”) megtalálhatók, Magyarországon először, a valószínűségszámítás elemei. A sűrűn alkalmazott fizikai példák alapján pedig megállapítható, hogy ismerte az 1757-ben ismert legkorszerűbb fizikát.
Előadásairól a felhasznált tankönyvek és a fizika szertár kísérleti eszközeinek alapján szerezhetünk ismereteket. Oktatásának vezérfonalát Johann Heinrich Winkler (1703-1770) lipcsei professzor tankönyve képezte, de felhasználta Musschenbroek professzor tanításait is, akinek egyik könyvét még Leydenben megvette, ez ma is a Debreceni Nagykönyvtár féltve őrzött kincse.
A kollégium fizikaszertárának kísérleti eszközei is sokat elárulnak a tananyagról. Debrecenben már Hatvani előtt is vásároltak szemléltető eszközöket, de ő vett először elektrotechnikai eszközöket. 1748-ban Bécsben vásárolt egy dörzselektromos gépet, ún. „Electrica machinát”, Az 1776-ban Budán beszerzett eszközök: egy „laterna magica”, a vetítőgép őse, egy Franklin-tábla, és egy 1776-ból származó elektrofor. Az elektrofort Alessandro Volta olasz fizikus találta fel egy évvel korábban. Statikus elektromosság előállítására szolgál. Az első berendezés volt a világon, amellyel a villamos megosztás (influencia) gyakorlati alkalmazásával a dörzsgépeknél nagyobb mennyiségű villamos töltést lehetett előállítani. Kísérletei legendás hírnevet szereztek neki. A bemutatott jelenségek az újdonság erejével hatottak, még a viszonylag tájékozott és felvilágosult közönség előtt is, hiszen korábban ilyeneket nem láthattak. Hatvani az elektrotechnika első döntő jelentőségű felfedezéseinek időszakában működött: Benjamin Franklin 1756-ban megalkotta a villámhárítót, ekkor kezdődtek Luigi Galvani híres békacomb-kísérletei, melyeket Volta felfedezései követtek. Joggal állítható: Hatvani ámulatba ejtette hallgatóságát, egyúttal a legfrissebb tudományos eredményekkel ismertette meg őket.
Hatvani a kor egyik legfelkészültebb polihisztora volt, aki a tudományok különféle területein hallatta szavát.

## Közéleti tevékenysége
Tanári hivatala mellett még több különböző téren kitűnő szolgálatokat tett a közjónak. Ifjabb tanár korában néhány évig gyakran prédikált, az úrvacsoraosztásában pedig rendesen részt vett Debrecen templomaiban. Amikor a magyar protestánsoknak az iskoláik léte és szabadsága ügyében vívott sok évi küzdelem után 1781-ben II. József császár megígérte, s elrendelte iskolaügyben való kihallgatásukat, ez ügyben Domokos Lajossal, a debreceni nagy műveltségű, híres bíróval együtt, a református felekezetet Hatvani képviselte. Ez érdemeinek némi elismeréséül vehető, mint az is, hogy Bihar vármegye őt 1783. január 23-án táblabírái közé vette fel. A papok és tanárok kezdetben még egy erős falanxot alkottak; ott állott közöttük Hatvani is, mégpedig az első sorban. Ő már korábban nemcsak vádakat emelt a protestáns főurak ellen, nemcsak tisztességes ellátást sürgetett minden pap számára, hanem efelett még gazdag javadalmazást is követelt az egyházi tudósok javára a tudomány és közoktatás érdekében, tehát egyik első bajnoka volt ama küzdelemnek, amelynek első korszaka végén Sinay Miklós alakja áll.

## Orvosi tevékenysége
Már pályájának kezdetén kezébe vette a kollégium egészségügyének irányítását. Elmondható, hogy az első iskolaorvos is volt Magyarországon. Csakhamar mint kitűnő orvost ismerte és tisztelte őt nemcsak Debrecen, hanem a hazának és a távol földnek más vidéke is. Kitűnő nemesi családok, mágnások, főkatonatisztek vették igénybe az ő orvosi tanácsát és segélyét; egynémely rendkívül sikeres és meglepő gyógyítása mai napig él a nép ajkán. Mint orvos a debreceni gyógyszertárak főfelügyelője is volt, ezen hivatalát, szükség esetén, tudományos kísérletek tételére is felhasználta.

## Csillagászati tevékenysége
Ezek mellett különös előszeretettel tanulmányozta a csillagászatot. Ő volt az, aki 1757-ben Debrecen városának földrajzi fekvését csillagászati szabályok szerint meghatározta; az 1769 augusztusában feltűnt üstökös pályafutását és az 1770. január 18-ai nagyszerű északi fényt a tudomány szempontjából szigorú szakértő figyelemmel kísérte, s észleleteinek eredményét a külföld legjelesebb tudományos folyóirataiban (Museum Helveticum sat.) közrebocsátotta; ez által és más több rendbeli tudományos érdemei által a tudós külföld figyelmét nem csekély mértékben magára, Debrecenre, s annak főiskolájára vonta, annyira, hogy ekkor angol, francia, olasz, svájci, holland, német, sőt szentpétervári tudósok is ismerték Hatvani és a debreceni főiskola nevét.

## Lemondása
Ilyen történelmi előzmények után 1781-ben, a világiak túlnyomó befolyása következtében a debreceni főiskola számára oly tanrendszert adott ki a kerület, amelyről Hatvani úgy vélte, hogy az, többek között, az ő teljes és végső közmegalázását célozza. Ez végkép elkeserítette; néhány évig még folytatta ugyan hivatalát, 1786. február 11-én azonban arról lemondott, és a tanári lakból a maga házába költözött, ahol azon év november 16-án meghalt. Debrecenben a Péterfia úti temetőben temették el, de az utókor nem gondoskodott sírjáról, így ma nem ismerjük, csak véletlenül fennmaradt sírköve látható a Debreceni Nagykönyvtárban. Emléke, és hírneve, máig töretlen, nincs a 18. századi magyar természettudósok között senki, akiről olyan sokat írtak volna, mint a híres-nevezetes Hatvani István debreceni professzorról.

## Legendája

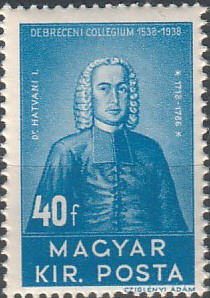
Hatvani István a Kollégium 400. évfordulójára, 1938-ban kiadott bélyegen

Azon ördöngös mondáknak, amelyek Hatvani nevéhez kapcsolódnak és neki a „magyar Faust” nevet szerezték, valódi történeti alapjuk igen kevés lehet. Révész Imre állítása szerint az egész mondacsoportot a szellemdús és élces Kazinczi Sámuel hajdúkerületi főorvos költötte, debreceni diák korában; az sem lehetetlen, hogy a mondák legalább nagy részben a diáksereg örökifjú és tréfás kedélyéből, kifogyhatatlan leleményes fantáziájából veszik eredetüket. Hatvani ugyanis nálunk az első volt, aki a fizikát kísérletekkel adta elő; kitűnő kísérleteivel pedig annyira hatott a különben is eleven képzelődésű, kedélyes fiatalságra, hogy ezek készek voltak szeretett tanárukat mint misztikus alakot az utókor előtt is emlékezetessé tenni. A történetek annyira népszerűek voltak, hogy néhányukat Jókai Mór is újraírta (A magyar Faust, 1871), de ugyanezzel a címmel Mikszáth Kálmán is írt karcolatot róla. Arany János pedig balladás hangú verset írt Hatvani egyik legismertebb mondájából. 2015-ben Orbán János Dénes A magyar Faust címmel tragikomédia formájában dolgozta fel Hatvani legendáját, mely darabot először a debreceni Csokonai Színházban mutattak be, Hatvanit Mészáros Tibor alakította. Hatvani legendája és alakja feltűnik Győrei Zsolt és Schlachtovszky Csaba: Magyariné szeretője című regényében.

## Művei
- Animadversiones theologico-criticae. Praes. Jac. Christ. Beckio. Basiliae, 1747
- Dissertatio inaug. physico-medica de aestimatione morborum ex facie. Basiliae, 1748. ápr. 9.
- Oratio de philosophiae utilitate in theologia. De jure summorum imperantium in religionem et conscientiam civium commentationi, adversus L. A. Muratorium. Basiliae, 1757
- Introductio ad principia philosophiae. Cui accedit observatio elevationis poli Debrecinensis, in usus auditorum. Debrecini, 1757. (Ism. Acta Erud. Lipsiae, 1774)
- A fiúi és leányi oskolákban tanuló gyermekek számára iratott rövid könyörgések, a gyengébb preceptorokhoz és szülékhez való oktatással és intéssel. Ismét könyörgések azok számára, kik az úri szent vacsorával akarnak élni, vagy élnek: és ezeknek micsoda legyen az ő tisztek. Hely és év n. (Az oktatás és intés végén: Irtam Debreczenben Sz. András hava 12. 1758. Dr. és Prof. Hatvani).
- Az uri szent vacsorára megtanító könyvecske. a mely irattatott a gyengébbek kedveért… Basileában, 1760
- Thermae Varadienses, examini physico et medico subjectae item de illorum usu salutari, simul cum observationibus medicis, nec non de sale medio in iis contento. Cuius occasione dissertatio inseritur, de natura salium nominatim vero de salibus qui circa Debrecinum collegiuntur nitro nostri temporis et veterum, seu nitro idest alcalino fossili vet saponario Debrecinensi. Viennae. 1777
- Tabula Hungariae delineata iuxta Observationes C. D. Steph. Hatvani… Obtulit Steph. Hatvani in Coll. Ref. Debreczin Ph. et Math. Auditor (1782)
- Modesta disquisitio. Num in philosophia, eadem doctrinae capita tractari, et sic eadem philosophia, quoad omnes ejus partes, in scholis, gymnasiis, et academiis rom. catholicis, augustanis, ac reformatis, salva religione doceri possit? Viennae, 1785
- Filozófiai és teológiai cikkei is jelentek meg külföldi folyóiratokban. Kéziratai vejének, Milesz Józsefnek (aki utóda volt a tanszéken) birtokába kerültek; ezek között volt az önéletrajza vagy emlékjegyzetei, amelyekből veje részleteket közölt a Vasárnapi Újságban (1872. 19., 20. sz.) és a Debreceni Híradóban (1894. 11. sz.) Hatvani családi iratait utóbb Milesz Miklós tartotta meg, aki mint evangélikus lelkész Baranya megye egyik falujában halt meg nőtlenül: távollétében az iratok többi testvéreinél elkallódtak.

## Emlékezete

### Magyar Rádió
- Kemény Egon – Ignácz Rózsa – Soós László – Ambrózy Ágoston: „Hatvani diákjai” (1955) Rádiódaljáték 2 részben.
- 2019 – Kemény Egon kétszeres Erkel Ferenc-díjas zeneszerző halálának 50. évfordulója esztendejében CD-n jelentek meg a  "Hatvani diákjai" és a  "Komáromi farsang" című daljátékai rádió-hangfelvételeinek (1955, 1957) digitalizált dupla albumai.[4]